# Royal Tailor
Royal Tailor é uma banda americana de rock cristão formada em 2004. É composta por Tauren Wells, DJ Cox, Blake Hubbard e Jarrod Ingram. A banda recebeu uma indicação para o Grammy Awards 2015 na categoria melhor álbum de música cristã contemporânea, por "Black & White".